# 岡山県道191号玉島港線
岡山県道191号玉島港線（おかやまけんどう191ごう たましまこうせん）は、岡山県倉敷市を通る一般県道である。

## 概要
倉敷市玉島地域の玉島港より玉島市街へ至る市域内完結路線である。

### 路線データ
- 起点：岡山県倉敷市玉島乙島（玉島港）
- 終点：岡山県倉敷市玉島中央町1丁目（中央町一丁目交差点、国道429号交点、岡山県道41号新倉敷停車場線終点）
- 実延長：3.7 km[注釈 1][1]

## 路線状況

### 通称
- 港線

## 地理

### 通過する自治体
- 岡山県
  - 倉敷市

### 交差する道路
| 交差する道路                                   | 交差する場所    | 交差する場所              |
| ---------------------------------------------- | --------------- | ------------------------- |
| 岡山県道398号水島港唐船線 / 水玉ブリッジライン | 玉島乙島        | [ 注釈 2 ]                |
| 国道429号 / 旧2号線 岡山県道41号新倉敷停車場線 | 玉島中央町1丁目 | 中央町一丁目交差点 / 終点 |

### 沿線
- 倉敷市立乙島東小学校（玉島乙島）
- 戸島神社（玉島乙島）
- 倉敷市役所玉島支所（玉島阿賀崎）
- 玉島中央病院（玉島阿賀崎）
- 玉島町並み保存地区（玉島中央町、玉島阿賀崎、玉島）
- 羽黒神社（羽黒さん）（玉島中央町）